# 시몬 페틀류라
시몬 바실료비치 페틀류라(우크라이나어: Си́мон Васи́льович Петлю́ра, 러시아어: Си́мон Васи́льевич Петлю́ра 시몬 바실리예비치 페틀류라[*], 1879년 5월 22일~1926년 5월 25일)는 우크라이나의 군인, 민족주의 독립운동가이다. 러시아 내전기에 우크라이나 인민공화국군의 총사령관을 지내면서 우크라이나 독립 전쟁에서 우크라이나 인민공화국을 이끌었다.

## 생애
러시아 제국령이던 폴타바의 코사크 가족에서 태어났다. 젊은 시절부터 사회주의와 우크라이나 민족주의에 경도되어 언론인으로 활동하며 이를 옹호하였다. 1917년 2월 혁명으로 러시아 제정이 붕괴되자 우크라이나 인민공화국의 건국이 선언되고 페틀류라가 인민공화국 군대의 수장으로 선출되었다. 이 건국운동은 1917년 친독일 세력이 세운 우크라이나국에 의해 일시적으로 방해받았으나 1918년 말 페틀류라 등은 사회주의적인 우크라이나 총재정부를 선언하고 반란을 조직하여 원래의 공화정을 되찾았다. 그러나 1919년 볼셰비키가 우크라이나로 침공하여 우크라이나 인민공화국 세력을 갈리치아로 몰아내기 시작했고 패전에 임박한 페틀류라는 유제프 피우수트스키의 폴란드 제2공화국과 동맹관계를 수립하였다. 이후 2년간 이어진 소비에트-폴란드 전쟁은 사실상 폴란드의 승리로 종결되었으나 우크라이나 지역 대부분은 소련 치하에 들어갔고 페틀류라는 폴란드에서 우크라이나 인민공화국 망명정부를 이끌다가 프랑스 파리에 정착하게 되었다. 전쟁 중에 우크라이나 인민공화국군은 러시아 내전 중의 포그롬에 가담하였다고 추정되며, 1926년 페틀류라는 포그롬 중에 친척을 잃은 유대인 무정부주의자 숄렘 슈바르츠바르트에 의해 파리에서 암살되었다.

## 같이 보기
- 우크라이나 인민공화국
- 우크라이나 독립전쟁
- 안톤 데니킨